# ライカRマウントレンズの一覧
ライカRマウントレンズの一覧は、ライカの一眼レフライカフレックスシリーズおよびRシリーズ用のレンズの一覧である。

## カム/ROM
ライカRマウントレンズではレンズのデータをボディーに伝える方式として「1カム」、「2カム」、「3カム」、「R-Only」および「ROM」の違いがあり、それぞれボディとの互換性が異なる。
- 1カム - ライカフレックスにレンズの開放値を伝え、測光に使用する。SL〜R7での絞り込み測光に対応する。
- 2カム - ライカフレックスSL、SL2の開放測光に対応し、R3〜R7では絞り込み測光にのみ対応する。
- 3カム - ライカフレックス、SL、SL2およびR3〜R9の開放測光に対応する。
- R-Only - ライカR3以降の開放測光に対応し、ライカフレックス、SLおよびSL2では絞り込み測光にのみ対応する。
- ROM - レンズに内蔵されるROM情報を、マウントの接点を通じて電気的にライカR8以降のボディーに伝える。Leicaflex、SLおよびSL2では使用不可。

## ライカカメラAG/エルンスト・ライツ
ライカが製造した、または純正扱いで販売したレンズ。使われているブランドには「エルマー」（Elmar ）、「エルマリート」（Elmarit ）、「ズミクロン」（Summicron ）、「ズミルックス」（Summilux ）、「テリート」（Telyt ）がある。この他ライカレンズアダプター14127Fを併用することでヴィゾフレックス用レンズをRボディーに使用できる。
日沖宗弘は「金に糸目をつけないならば」という前提ながら「とんでもなく良いレンズ」群であるとしており、特に高く評価するレンズとしてエルマリートR 35mmF2.8、エルマリートR 90mmF2.8を挙げている。

### 1カムレンズ
ライカフレックス発売とともに発売された。1カムのみを備える。ライカフレックスSL以降に使用すると絞り込み測光となる。1カムがROM接点と干渉するためライカR8以降のボディーには使用できない。
- エルマリートR 35mmF2.8（1965年3月1日発売） - 1カム。最短撮影距離0.3m[3]。フィルターはシリーズ6を使用する[1]。
- ズミクロンR 50mmF2（1965年3月1日発売） - 1カム。最短撮影距離0.5m[3]。フィルターはシリーズ6を使用する[1]。
- エルマリートR 90mmF2.8（1965年3月1日発売） - 1カム。最短撮影距離0.7m[3]。フィルターはシリーズ7を使用する[1]。
- エルマリートR 135mmF2.8（1965年3月1日発売） - 1カム。最短撮影距離1.5m[3]。フィルターはシリーズ7を使用する[1]。
- エルマリートR 180mmF2.8（1967年発売） - 1カム。フィルターはシリーズ8を使用する[1]。

### 非連動レンズ
- スーパーアンギュロンR 21mmF3.4（1965年[3]10月[4]または1966年[1]発売 - ライカフレックスI、ライカフレックスIIでミラーアップして使用する。スペックはMマウント仕様と近いが新設計。専用ファインダーをアクセサリーシューに取り付け、ピント合わせは目測で使用する。4群8枚。最短撮影距離0.2m[3]。フィルターはシリーズ8を使用する[1]。ミラーアップできないライカフレックスSL以降では使用できないためその発売とともに製造中止となった。純正Mマウントアダプターを使用するとM型ライカに使用可能であるがこの場合距離計非連動。シュナイダー・クロイツナッハ製。

### 2カムレンズ
1968年ライカフレックスSL発売とともに発売された。1カムと2カムを備える。ライカR3以降に使用すると絞り込み測光となる。1カムがROM接点と干渉するためライカR8以降のボディーには使用できない。
- スーパーアンギュロンR 21mmF4 - 2カム。逆望遠型の設計になってミラーアップが不要になり、ミラーアップできないライカフレックスSL以降のカメラでも使用できる。シュナイダー・クロイツナッハ製。8群10枚。最短撮影距離0.2m。フィルターはシリーズ8.5。
- エルマリートR 35mmF2.8 - 2カム。最短撮影距離0.3m[3]。
- ズミクロンR 50mmF2 - 2カム。最短撮影距離0.5m[3]。
- エルマリートR 90mmF2.8 - 2カム。最短撮影距離0.7m[3]。
- エルマリートR 135mmF2.8 - 2カム。最短撮影距離1.5m[3]。
- バリオエルマーR 80-200mmF4.5（1974年発表） - 2カム。1974年のフォトキナで発表された。10群14枚[5]。
- エクステンダーR - 2カム。ライカフレックスSL/ライカフレックスSL2用。ライカの商品コード11237[6]。

### 3カムレンズ
1976年ライカR3発売とともに発売された。1カムと2カムとRカムを備える。1カムが形状変更されておりライカR8以降のボディーにも使用できる。
- フィッシュアイエルマリートR 16mmF2.8 - 3カム。対角線魚眼。8群11枚。最短撮影距離0.3m。フィルター内蔵[7][8]。ライカの商品コード11222[9]。
- スーパーエルマーR 15mmF3.5 - 3カム。カール・ツァイスの設計[10]。12群13枚。近距離補正方式で最短撮影距離0.16m。UVa、黄色、橙色、青色のフィルター内蔵[10][7][8]。ライカの商品コード11213[9]。
- エルマリートR 19mmF2.8（1990年発売[11]） - 3カム。10群12枚。最短撮影距離0.3m。フィルター内蔵[8]。ライカの商品コード11258[9]。
- エルマリートR 19mmF2.8（1975年2月発表） - 3カム。7群9枚。最短撮影距離0.3m。アタッチメントはφ82mmねじ込み。
- スーパーアンギュロンR21mmF4 - 3カム。シュナイダー・クロイツナッハ製。8群10枚。最短撮影距離0.2m。フィルターはシリーズ8.5[7]。ライカの商品コード11813[9]。
- エルマリートR 24mmF2.8 - 3カム。基本設計はミノルタ（現コニカミノルタ）のMCロッコール24mmF2.8。7群9枚。最短撮影距離0.3m。フィルターはシリーズ8[7]。ライカの商品コード11257[9]。
- エルマリートR 28mmF2.8 - 3カム。8群8枚。最短撮影距離0.3m。フィルターはシリーズ7[7][8]。ライカの商品コード11247[9]。
- PCスーパーアンギュロンR 28mmF2.8（1988年発売） - 3カム。10群12枚。最短撮影距離0.28m。フィルターは特殊な67EWを使用する[8]。シュナイダー・クロイツナッハ製。逆望遠型。水平方向垂直方向に各11mm、対角線方向に9.5mmまでシフト可能。ライカの商品コード11812[9]。
- ズミルックスR 35mmF1.4 - 3カム。9群10枚。最短撮影距離0.5m。アタッチメントはφ67mmねじ込み。ライカの商品コード11144[9]。
- ズミクロンR 35mmF2 - 3カム。6群6枚。最短撮影距離0.3m。アタッチメントはφ55mmねじ込み[8]。ライカの商品コード11115[9]。
- エルマリートR 35mmF2.8 - 3カム。6群7枚。最短撮影距離0.3m。アタッチメントはφ55mmねじ込み[7]。ライカの商品コード11251[9]。
- PAクルタゴンR 35mmF4（1969年発売） - 3カム。6群7枚。最短撮影距離0.3m。フィルターはシリーズ8。シュナイダー・クロイツナッハ製。水平方向垂直方向に各7mmまでシフト可能[7]。ライカの商品コード11202[9]。
- ズミルックスR 50mmF1.4 - 3カム。6群7枚。最短撮影距離0.5m。アタッチメントはφ55mmねじ込み[12]。ライカの商品コード11777[9]。
- ズミクロンR 50mmF2 - 3カム。4群6枚。最短撮影距離0.5m。アタッチメントはφ55mmねじ込み[12]。ライカの商品コード11215[9]。
- マクロエルマリートR 60mmF2.8 - 3カム。5群6枚。最短撮影距離0.27m。レンズ単独で1/2倍、専用接写リングを併用すると等倍撮影ができる。アタッチメントは前期型φ60mmねじ込み[12]、後期型φ55mmねじ込み。ライカの商品コード11253[9]。
- ズミルックスR 80mmF1.4（1980年発表） - 3カム。1980年のフォトキナで発表された。5群7枚。最短撮影距離0.8m。アタッチメントはφ67mmねじ込み[12]。ライカの商品コード11881[9]。
- ズミクロンR 90mmF2 - 3カム。4群5枚。最短撮影距離0.7m。アタッチメントはφ55mmねじ込み[12]。ライカの商品コード11254[9]。
- エルマリートR 90mmF2.8 - 3カム。4群5枚。最短撮影距離0.7m。アタッチメントはφ55mmねじ込み[12]。ライカの商品コード11154[9]。
- アポマクロエルマリートR 100mmF2.8 - 3カム。EDガラス3枚を含む6群8枚。最短撮影距離0.45m。アタッチメントはφ60mmねじ込み[8]。倍率色収差はほぼ皆無だが、軸上色収差は多少残存している。ライカの商品コード11210[9]。
- マクロエルマーR 100mmF4 - 3カム。テッサー型3群4枚。最短撮影距離0.6m。アタッチメントはφ55mmねじ込み[12]。ライカの商品コード11232[9]。ベローズ用マクロエルマー100mmF4の光学系をヘリコイド付金属鏡筒に組み込んだ製品で、専用接写リングを併用すると1/3倍の撮影が可能。
- マクロエルマー100mmF4 - 3カム。ベローズ用。テッサー型3群4枚。アタッチメントはφ60mmねじ込み[12]。ライカの商品コード11270[9]。組み込み式内蔵フード二段式に伸び、奥が深く非常に有用である。
- エルマリートR 135mmF2.8 - 3カム。4群5枚。最短撮影距離1.5m。アタッチメントはφ55mmねじ込み[12][8]。ライカの商品コード11211[9]。
- エルマリートR 180mmF2.8 - 3カム。4群5枚。最短撮影距離1.8m。アタッチメントはφ67mmねじ込み[12][8]。ライカの商品コード11923[9]。
- アポテリートR 180mmF3.4 - 3カム。4群7枚。最短撮影距離2.5m。アタッチメントはφ60mmねじ込み[12][8]。ライカの商品コード11242[9]。
- エルマーR 180mmF4 - 3カム。4群5枚。最短撮影距離1.8m。アタッチメントはφ55mmねじ込み[12]。ライカの商品コード11922[9]。
- テリートR 250mmF4 - 3カム。6群7枚。最短撮影距離1.7m。アタッチメントはφ67mmねじ込み[12]。ライカの商品コード11925[9]。
- アポテリートR 280mmF2.8 - 3カム。7群8枚。インナーフォーカスで最短撮影距離2.5m。アタッチメントはφ112mmねじ込み。ライカの商品コード11263[9]。
- テリートR 350mmF4.8 - 3カム。5群7枚。最短撮影距離3m。アタッチメントはφ77mmねじ込み[12][8]。ライカの商品コード11915[9]。
- アポテリートR 400mmF2.8 - 3カム。9群11枚。インナーフォーカスで最短撮影距離4.7m。フィルターはシリーズ5.5[9][8]。ライカの商品コード11260[9]。
- テリートR 400mmF6.8 - 3カム。1群2枚。最短撮影距離3.6m。フィルターはシリーズ7[12]。
- MRテリートR 500mmF8 - 3カム。反射望遠レンズ。5群5枚。最短撮影距離4m。フィルターはφ32mmP=0.5mmねじ込みの特殊型[12]。ライカの商品コード11243[9]。
- テリートR 560mmF6.8 - 3カム。1群2枚。最短撮影距離6.4m。フィルターはシリーズ7[12]。
- テリートS 800mmF6.3 - 3カム。1群3枚。最短撮影距離12.5m。フィルターはシリーズ7[12]。ライカの商品コード11921[9]。
- RFロッコール 800mmF8 - 3カム。ミノルタ製[13]。
- バリオエルマーR 28-70mmF3.5-4.5 - 3カム。シグマとの共同開発、シグマ製[14]。8群11枚。最短撮影距離0.5m。アタッチメントはφ60mmねじ込み[8]。ライカの商品コード11265[9]。
- バリオエルマーR 35-70mmF3.5（1988年フォトキナ発表） - 3カム。1983年発売のモデルと基本的には同じだが、刻印が「GERMANY」になっている。フィルターはピントリングを回しても回転しなくなり、偏光フィルターの使用に便利になった[15]。7群8枚。最短撮影距離1m。アタッチメントはφ67mmねじ込み[8]。ライカの商品コード11248[9]。
- バリオエルマーR 35-70mmF3.5（1983年発売） - 3カム。ミノルタ（現コニカミノルタ）との共同開発、ミノルタ製造で「Made in Japan」の刻印がある。7群8枚。最短撮影距離1m。アタッチメントはφ60mmねじ込み。フィルターはピントリングに伴って回転する[15]。
- アンジェニューズーム 45-90mmF2.8（1977年3月発売[4]） - 3カム。12群15枚。最短撮影距離1m。アタッチメントはφ67mmねじ込み[12]。
- バリオエルマーR 70-210mmF4 - 9群12枚。最短撮影距離1.1m。アタッチメントはφ60mmねじ込み。ライカの商品コード11246[9]。
- バリオエルマーR 75-200mmF4.5（1978年フォトキナ発表[16]） - 3カム。11群15枚。最短撮影距離1.2m。アタッチメントはφ55mmねじ込み[12]。
- バリオエルマーR 80-200mmF4 - 3カム。9群12枚。最短撮影距離1.1m。アタッチメントはφ60mmねじ込み。ライカの商品コード11280[17]。

### R専用レンズ
ライカR3発売以来10年が経過した1986年から順次発売された。Rカムのみを備えライカR3以降のボディーにしか使用できない。
- エルマリートR 24mmF2.8 - R専用。基本設計はミノルタ（現コニカミノルタ）のMCロッコール。7群9枚。最短撮影距離0.3m。フィルターはシリーズ8[8]。ライカの商品コード11257[17]。
- ズミルックスR 35mmF1.4 - R専用。9群10枚。最短撮影距離0.5m。アタッチメントはφ67mmねじ込み。ライカの商品コード11144[17][8]。
- エルマリートR 35mmF2.8 - R専用。6群7枚。最短撮影距離0.3m。アタッチメントはφ55mmねじ込み。ライカの商品コード11251[17]。
- ズミルックスR 50mmF1.4 - R専用。6群7枚。最短撮影距離0.5m。アタッチメントはφ55mmねじ込み[8]。ライカの商品コード11777[17]。
- ズミクロンR 50mmF2（1986年発売?） - R専用。4群6枚。最短撮影距離0.5m。アタッチメントはφ55mmねじ込み[8]。ライカの商品コード11216[17]。
- マクロエルマリートR 60mmF2.8 - R専用。5群6枚。最短撮影距離0.27m。アタッチメントはφ55mmねじ込み[8]。ライカの商品コード11253[17]。
- ズミルックスR 80mmF1.4 - R専用。5群7枚。最短撮影距離0.8m。アタッチメントはφ67mmねじ込み[8]。ライカの商品コード11881[17]。
- ズミクロンR 90mmF2 - R専用。4群5枚。最短撮影距離0.7m。アタッチメントはφ55mmねじ込み[8]。ライカの商品コード11254[17]。
- エルマリートR 90mmF2.8 - R専用。4群5枚。最短撮影距離0.7m。アタッチメントはφ55mmねじ込み[8]。ライカの商品コード11154[17]。
- アポズミクロンR 180mmF2 - R専用。6群9枚。最短撮影距離1.5m。フィルターはシリーズ6[8]。ライカの商品コード11271[17]。
- アポテリートR 280mmF4 - R専用。6群7枚。最短撮影距離1.7m。アタッチメントはφ77mmねじ込み[8]。ライカの商品コード11261[17]。
- バリオアポエルマリートR 70-180mmF2.8 - R専用。10群13枚。最短撮影距離1.7m。アタッチメントはφ77mmねじ込み[8]。ライカの商品コード11267[17]。
- バリオエルマーR 80-200mmF4 - R専用。8群12枚。最短撮影距離1.1m。アタッチメントはφ60mmねじ込み[8]。
- エクステンダーR - R専用。ライカの商品コード11236[6]。
- アポエクステンダーR 1.4× - R専用。4群5枚。アポテリートR280mmF4専用[8][注釈 1]。ライカの商品コード11249[18]。
- アポエクステンダーR 2× - R専用。5群6枚[8]。ライカの商品コード11262[18]。

### ROM内蔵レンズ
Rカムを備えるほかROMを内蔵し、ライカR8と組み合わせると焦点距離情報がカメラに伝達され、ボディーに装着したエレクトロニックフラッシュが装着レンズの焦点距離に合わせてズーミングする。1997年から順次ROM内蔵レンズに切り替わった。
- フィッシュアイエルマリートR 16mmF2.8（1999年発売） - ROM内蔵。対角線魚眼。8群11枚。最短撮影距離0.3m。フィルター内蔵。ライカの商品コード11327[18]。
- スーパーエルマリートR 15mmF2.8アスフェリカル（2001年発売） - ROM内蔵。
- スーパーエルマーR 15mmF3.5（1999年発売） - ROM内蔵。カール・ツァイスの設計[10]。12群13枚。近距離補正方式で最短撮影距離0.16m。UVa、黄色、橙色、青色のフィルター内蔵[10]。ライカの商品コード11325[18]。
- エルマリートR 19mmF2.8（1999年発売[注釈 2]） - ROM内蔵。10群12枚。最短撮影距離0.3m。フィルター内蔵[8]。ライカの商品コード11329[18]。
- エルマリートR 24mmF2.8（1997年発売） - ROM内蔵。7群9枚。最短撮影距離0.3m。フィルターはシリーズ8を使用する[8]。ライカの商品コード11331[20][18]。
- エルマリートR 28mmF2.8（1999年発売） - ROM内蔵。7群8枚。最短撮影距離0.3m。アタッチメントはφ55mmねじ込み[8]。ライカの商品コード11333[18]。
- ズミルックスR 35mmF1.4（1997年発売） - ROM内蔵。9群10枚。最短撮影距離0.5m。アタッチメントはφ67mmねじ込み[8]。ライカの商品コード11337[20][18]。
- ズミクロンR 35mmF2（1999年発売） - ROM内蔵。6群6枚。最短撮影距離0.3m。アタッチメントはφ55mmねじ込み。ライカの商品コード11339[18]。
- ズミルックスR 50mmF1.4（1999年発売） - ROM内蔵。7群8枚。最短撮影距離0.5m。アタッチメントはφ60mmねじ込み。ライカの商品コード11344[18]。
- ズミルックスR 50mmF1.4（1997年発売） - ROM内蔵。6群7枚。最短撮影距離0.5m。アタッチメントはφ55mmねじ込み。ライカの商品コード11343[20][18]。
- ズミクロンR 50mmF2（1997年発売） - ROM内蔵。4群6枚。最短撮影距離0.5m。アタッチメントはφ55mmねじ込み。ライカの商品コード11345[20][18]。
- マクロエルマリートR 60mmF2.8（1997年発売） - ROM内蔵。5群6枚。最短撮影距離0.27m。アタッチメントはφ55mmねじ込み。ライカの商品コード11347[20][18]。
- アポズミクロンR 75mmF2アスフェリカル
- ズミルックスR 80mmF1.4（1997年発売） - ROM内蔵。5群7枚。最短撮影距離0.8m。アタッチメントはφ67mmねじ込み。ライカの商品コード11349[20][18]。
- アポズミクロンR 90mmF2アスフェリカル
- アポマクロエルマリートR 100mmF2.8（1999年発売） - ROM内蔵。6群8枚。最短撮影距離0.45m。アタッチメントはφ60mmねじ込み。ライカの商品コード11352[18]。
- アポズミクロンR 180mmF2（1999年発売） - ROM内蔵。6群9枚。最短撮影距離1.5m。アタッチメントはφ67mmねじ込み。ライカの商品コード11354[18]。
- エルマリートR 180mmF2.8 - ROM内蔵。4群5枚。最短撮影距離1.8m。フィルターはシリーズ6を使用する。ライカの商品コード11356[18]。
- アポテリートR 180mmF3.4 - ROM内蔵。4群7枚。最短撮影距離2.5m。アタッチメントはφ60mmねじ込み。ライカの商品コード11358[18]。
- アポエルマリートR 180mmF2.8（1999年発売） - ROM内蔵。5群7枚。最短撮影距離1.5m。アタッチメントはφ67mmねじ込み。ライカの商品コード11273[18]。
- アポテリートR 280mmF4（1999年発売） - ROM内蔵。6群7枚。最短撮影距離1.7m。アタッチメントはφ77mmねじ込み。ライカの商品コード11360[18]。
- アポテリートR 1600mmF5.6（2006年製造[21]） - 最短撮影距離15m。カタールのサウード・ビン・ムハンマド・アール・サーニー王子（カタールの文化大臣を務め、写真愛好家としても知られた）からの注文で3本のみが製造され、価格は約200万ドル[21]。フードを付けた状態での全長は1.55m、鏡胴の直径は42cmにもなり、重量は約30kg[21]。1本が納品され、残りの2本はライカが所蔵している。うち1本はゾルムスのライカ工場のロビーに展示されていたこともある[21]。
- バリオエルマーR 21-35mmF3.5-4
- バリオエルマーR 28-70mmF3.5-4.5（1999年発売） - ROM内蔵。8群11枚。最短撮影距離0.5m。アタッチメントはφ60mmねじ込み。ライカの商品コード11364[18]。
- バリオエルマーR 28-90mmF2.8-4.5アスフェリカル
- バリオエルマーR 35-70mmF2.8アスフェリカル（1999年発売?） - ROM内蔵。非球面レンズを含む9群11枚。最短撮影距離0.7m。アタッチメントはφ77mmねじ込み。ライカの商品コード11275[18]。
- バリオエルマーR 35-70mmF4（1997年?発売） - ROM内蔵。7群8枚。最短撮影距離0.6（0.26）m。アタッチメントはφ60mmねじ込み。
- バリオアポエルマリートR 70-180mmF2.8（1999年発売） - ROM内蔵。10群13枚。最短撮影距離1.7m。アタッチメントはφ60mmねじ込み。ライカの商品コード11279[20][18]。
- バリオエルマーR 80-200mmF4（1997年3月発売[19]） - ROM内蔵。特殊部分分散レンズを6枚含む8群12枚[19]。最短撮影距離1.1m[19]。アタッチメントはφ60mmねじ込み[19]。インナーフォーカスでありピント合わせしてもレンズ前端は回転しない[19]。ライカの商品コード11281[20][18]。
- バリオエルマーR 105-280mmF4.2（1997年発売） - ROM内蔵。10群13枚。最短撮影距離1.7m。アタッチメントはφ77mmねじ込み。ライカの商品コード11268[18]。
- アポエクステンダーR2×（1997年発売?） - ROM内蔵。ライカの商品コード11269[22]。

以下はアポテリートRモジュールシステムで、レンズヘッドとフォーカスモジュールの組み合わせにより使用する。ROM内蔵。
- アポテリートR 280/400/560レンズヘッド - ライカの商品コード11841[18]。
- アポテリートR 400/560/800レンズヘッド - ライカの商品コード11842[18]。
- フォーカスモジュール F2.8 280/400 - ライカの商品コード11843[18]。
- フォーカスモジュール F4 400/560 - ライカの商品コード11844[18]。
- フォーカスモジュール F5.6 560/800 - ライカの商品コード11845[18]。

## アンジェニュー
アンジェニューが製造したレンズ。アンジェニューズーム45-90mmF2.8は純正扱いされていたためライカカメラAG/エルンスト・ライツの欄を参照のこと。
- アンジェニュー180mmF2.3
- アンジェニュー200mmF2.8
- アンジェニューズーム35-70mmF2.5-3.3
- アンジェニューズーム70-210mmF3.5

## シグマ
シグマは1986年頃一部の交換レンズでライカR4用マウント仕様を販売した。

## タムロン
アダプトール2システムにライカR4用交換マウントがある。

## 清原光学
ヴェスト・ポケット・コダックの描写を再現したキヨハラソフトをライカRマウントでも製造している。